# 左权镇
左权镇，原名仙霞镇，是中华人民共和国湖南省株洲市醴陵市下辖的一个乡镇级行政单位。

## 行政区划
仙霞镇下辖以下地区：
莫家嘴社区、狮形岭村、清安铺村、蔑织街村、仙霞村、杉仙店村、油田村、赵高段村、玉潘村和东江冲村。